# レーワルデン
レーワルデン（オランダ語：Leeuwarden、西フリジア語：Ljouwert, Liwwadden）は、オランダの都市。フリースラント州の州都。オランダ北部の重要な牛市場があり、酪農製品の製造が盛んである。

## 名称
発音記号は上述のとおり。ここでは、日本語音写（片仮名への翻字）を試みている。
- Leeuwarden［en, wikt:en:Dutch］-  [ˈleːʋɑrdə(n)] ( 音声ファイル)（オランダ語発音日本語音写例）レイヴアルダン/レイヴアルダ[1][2]、（日本語慣習表記）レーワルデン。（ドイツ語発音音写例）レーウヴァルドゥン。（アメリカ英語発音音写例）レイワーデン。
- Ljouwert［wikt:en］- [ˈljɔːʋt]（フリジア語日本語音写例）リィオヴト/リィオヴート[3][4]、（日本語慣習表記）用例は見当たらない。
- Liwwadden - 発音資料を確認できない。

## 地勢・産業
干拓事業によって造られた土地であるため、標高は海面下であり、ワッデン海やアイセル湖に程近い。オランダの代表的な酪農の町で、運河が通り、酪農製品の集散地となっている。機械・金属・木工・紙製品などの工業も盛んである。近隣の都市としては、約20キロメートル西のハルリンゲン、50キロメートル東のフローニンゲン、55キロメートル南東のメッペル、75キロメートル南のズヴォレなどが挙げられる。首都アムステルダムまでは南西に直線105キロメートルである。

## 歴史
かつてはミドルゼー（13世紀に始まった干拓事業で消滅）に接する港町であった。1453年に都市権を獲得し、1504年にフリースラントの首都になった。1582年から1747年までの165年間、現オランダ王室の祖先にあたるオラニエ家（当時は北部七州の総督）の居地であった。16世紀から18世紀にかけては特に金銀細工の中心地として知られた。第二次世界大戦による被害で荒廃したが、戦後復興を果たしている。2018年にはマルタのバレッタとともに欧州文化首都であった。

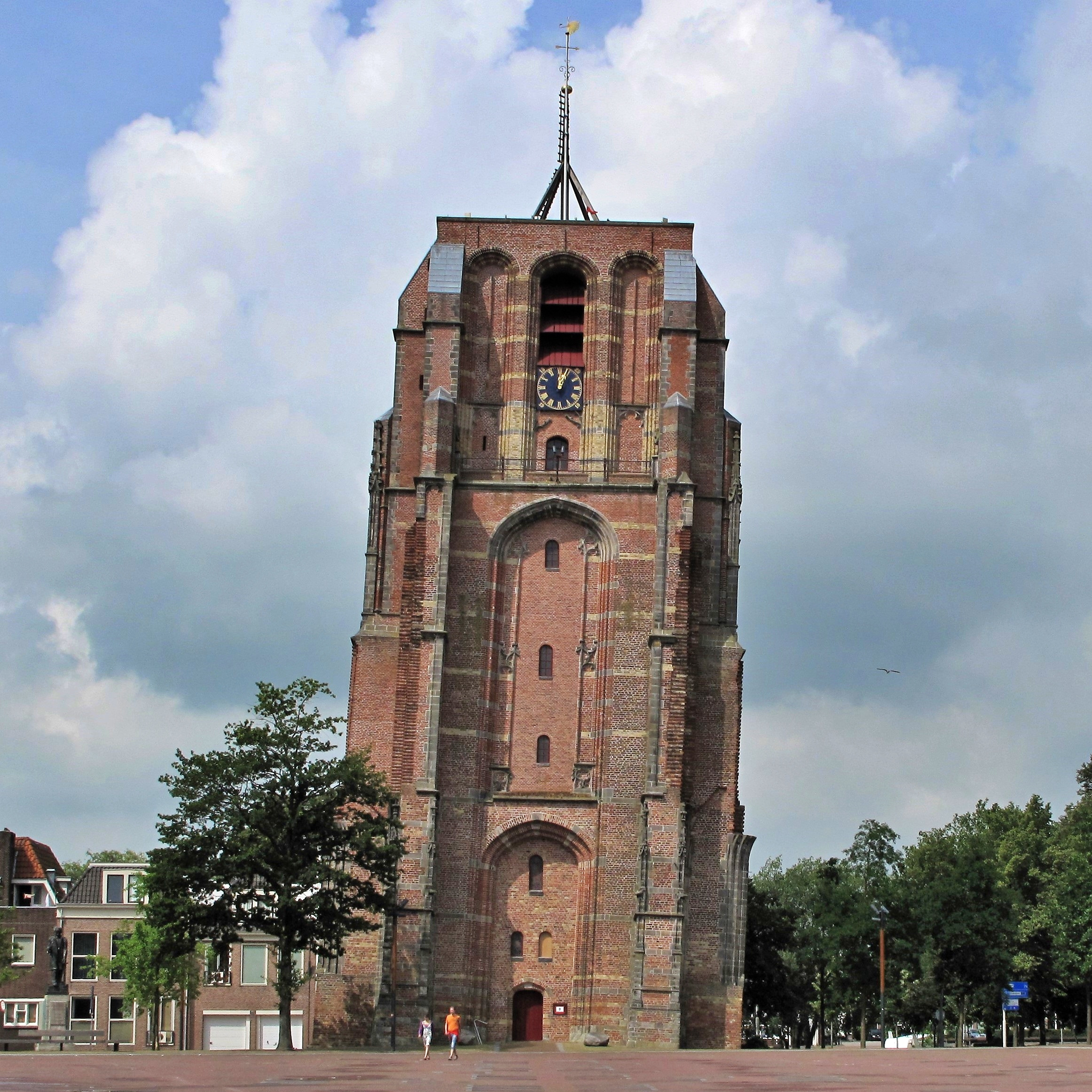
オルデホーフェ斜塔

## 文化
1598年完成の重量検定所や、1724年完成の市庁舎などの、歴史的建築物が数多く残存する。

## 地域にゆかりのある著名人

### 出身著名人
- Wijerd Jelckama (en) （1490年頃 – 1523年）- フリース人の武将、ウォーロード。アルムの黒党フープ（英語版）（アルマーズワルテフープ）のメンバーで、ビーア・カルロフ・ドーニアの副官にして後継者。当地の出身者で歴史上最も早期の人物である。
- ヘンドリック・ニーホフ（英語版）（1495年頃 –1560年）- パイプオルガン製作者。当地の出身者で歴史上2番目に早期の人物。
- オブベ・フィリップス（英語版）（1500年頃 – 1568年）- 理髪師、外科医。当地域（のちのオランダ）におけるアナバプティズム（再洗礼派）の初期の創設者の一人。
- ディルク・フィリップス（英語版）（1504年 – 1568年）- 作家、神学者。初期のアナバプテスト。メノ・シモンズの弟子。
- ハンス・フレーデマン・デ・フリース（1527年 - 1604年頃）- 建築家、画家。
- ウィブランド・デ・ヘースト（1592年 - 1661年頃）- 画家。
- マタイス・ハーリング（英語版）（1593年 – 1667年）- 画家。
- イェロニムス・コルネリス（英語版）（1598年頃 – 1629年）- 薬剤師。オランダ東インド会社の商人。航海者（商船バタヴィア号（英語版）の乗組員）。反乱首謀者。
- サスキア・ファン・オイレンブルフ（1612年 - 1642年）- 画家レンブラント・ファン・レインの妻[5]。
- アブラハム・ファン・デン・テンペル（1622年頃 - 1672年）- 画家。
- メンノ・フォン・クーホルン（1641年 - 1704年）- 軍人、軍事学者。
- カンペギウス・ヴィトリンガ（英語版）（1659年 – 1722年）- 神学者。
- ナッサウ＝ディーツのアマリア王女（英語版）（1710年 - 1777年）- フリードリヒ・フォン・バーデン＝ドゥルラハ妃で、バーデン大公カール・フリードリヒの母。
- オラニエ公ウィレム4世（1711年 - 1751年）- オラニエ公、オランダ総督。
- ロドウィック・カスパー・ヴァルケナー（英語版）（1715年 - 1785年）- 古典学者。弁護士ヨハン・ヴァルケナー（英語版）の父。
- ヨアヒム・ファン・プレッテンベラハ（英語版）（1739年 - 1793年）- 喜望峰の植民地総督。
- カロリーネ・フォン・オラニエン＝ナッサウ＝ディーツ（1743年 - 1787年）- ナッサウ＝ヴァイルブルク侯カール・クリスティアンの妃。ルクセンブルク大公アドルフ（元はナッサウ公）の曾祖母。オラニエ公ウィレム5世の摂政。
- ヨハネス・イェルガーホイス（英語版）（1770年 - 1836年）- 画家、俳優。
- エルク・イェレス・エルクマ（英語版）（1788年 - 1839年）- 画家。
- ウィルヘルミナ・ファン・イドシンガ（英語版）（1788年 – 1819年）- 画家。
- ヤコブス・シュレーダー・ファン・デル・コーク（英語版）（1797年 - 1862年）- 解剖学者、生理学者。
- チャールズ・ウィリアム・メレディス・ファン・デ・ヴェルデ（英語版）（1818年 - 1898年）- オランダ海軍中尉、画家、地図製作者、赤十字名誉会員、宣教師。
- クリストッフェル・ビスコップ（英語版）（1828年 - 1904年）- 画家、リトグラフ作家。
- ウィレム・フレデリック・ライニーア・スリンガー（英語版）（1832年 - 1898年）- 植物学者。
- ジョージ・アルノルド・エッセル（George Arnold Escher; 1843年 - 1939年）（オランダ語音写例：ジョージ・アルノルト・エシャ/エシャル/エスヘル/エッセル、英語音写例：ジョージ・アーノルド・エッシャー） - 土木工学者（水利技術者）。画家エッシャーの父親。
- クラース・プランティンガ（英語版）（1846年 - 1922年）- 酒造家（プランティンガ蒸留所創設者）。
- リシャルト・ビスコップ（英語版）（1849年 - 1926年）- 画家。
- コルネリス・アドリアーン・ロブリ・ファン・トローステンブルハ・デ・ブルイン（英語版）（1857年 - 1904年）- 化学者。
- ダーク・コペルラガー・ファン・エルプ（英語版）（1860年 - 1933年）- 職人（銅細工職人、金属細工職人）。オランダ系アメリカ人。
- ヨハンズ・ヘンリクス・ヘラードゥス・ヤンセン（英語版）（1868年 - 1936年）- 大司教（ユトレヒト大司教区（英語版））。
- マタ・ハリ（1876年 - 1917年）- フランスのパリを中心に活躍したダンサー、ストリッパー。スパイ[5]。
- ゲルハルト・ヴェスターマン（英語版）（1880年 - 1971年）- 芸術家。
- リシャルト・ハーゲマン（英語版）（1881年 - 1966年）- 指揮者、ピアニスト、作曲家、俳優。
- マックス・ブロックザイル（英語版）（1884年 - 1946年）- 歌手、ジャーナリスト。
- フレデリック・ヴァウダ（英語版）（1885年 - 1946年）- 建築家。
- ジャコブ＝バート・ド・ラ・ファイユ（1886年 - 1959年）- 美術史研究者。
- ベルト・サス（英語版）（1892年 - 1948年）- ベルリン駐在武官。
- マウリッツ・エッシャー（Maurits Cornelis Escher; 1898年 - 1972年）（オランダ語音写例：マウリッツ・コルネリス・エシャ/エシャル/エスヘル/エッセル、英語音写例：モーリッツ・コーネリス・エッシャー） - 画家（版画家）[5]。ジョージ・アルノルト・エッセルの五男。
- ヤン・ヤーコプ・スラウアーホフ（英語版）（1898年 - 1936年）- 詩人、小説家。
- ヨアンナ・ビエルマ・オースティング（英語版）（1898年 - 1994年）- 彫刻家、イラストレーター、画家、デザイナー、ほか。
- クリスティーネ・ヨハンナ・バイスマン（1900年 - 1936年）- 植物病理学者。
- ハバンク（英語版）（1904年 - 1964年）- 作家、ジャーナリスト、翻訳家。
- ペーテル・オースターホフ（英語版）（1904年 - 1978年）- 天文学者。
- ピート・ザンストラ（英語版）（1905年 - 2003年）- 建築家。
- ペトルス・ウィッツェ・ウィンケル（英語版）（1909年 - 2012年）- オランダ領東インド植民地管理者。
- ベルナート・ヘンドリック・スリッヒャー（英語版）（1910年 - 2004年）- 社会史学者。
- アルバート・ヴィンゼミウス（英語版）（1910年 - 1996年）- エコノミスト。
- ベルト・バッカー（英語版）（1912年 - 1969年）- 作家。
- ニーナ・バンダース＝ケスラー（英語版）（1915年 - 2002年）- 彫刻家。
- Haije Kramer (en)（1917年 - 2004年）- チェスマスター、チェス理論家（英語版）。
- フォルケルト・デ・ルース（英語版）（1920年 - 2000年）- エコノミスト。
- ルート・ディルク・ホーフラント（英語版）（1922年 - 1994年）- 植物学者、冒険家。
- ヴィム・コーエン（英語版）（1923年 - 2000年）- 数学者。
- ジャン・デ・ヴリーズ（英語版）（1924年 - 2012年）- カナダ軍兵士（空挺兵）。
- ヤープ・ボーアスマ（英語版）（1929年 - 2012年）- 政治家。
- エヴァ・ビーンとアブラハム・ビーン（英語版）（1932/1934年 - 1944年）- 若いユダヤ人のホロコースト犠牲者。
- ジャン・D・アッヒェンバッハ（英語版）（1935年 - ）- 工学者。
- ニコライ・ファン・デル・ハイド（英語版）（1936年 - 2020年）- 映画監督。
- コル・ボーンストラ（英語版）（1938年 - ）- 実業家（フィリップス最高経営責任者）。
- Cornelis Dirk Andriesse (en) （1934年 - ）- 物理学者、作家、科学史家。
- シスカ・ドレッセルホイス（英語版）（1943年 - ）- ジャーナリスト、雑誌編集者。
- ハンス・モンデルマン（英語版）（1945年 - 2008年）- 工学者。
- ルーディー・クープマンス（英語版）（1948年 - ）- プロボクサー。
- ハーム・ヴィールスマ（英語版）（1953年 - ）- チェッカープレイヤー、政治家。
- アニエット・ファンデルゼイル（1962年 - ）- 作家。
- ヤン・フェーノフ（1969年 - ）- サッカー選手。
- ヒツカ・レイディンガ（英語版）（1972年 - ）- 女優、コメディアン。
- マールテン・チャリンギ（1977年 - ）- 元自転車競技（ロードレース）選手。
- サンダー・アレンズ（英語版）（1991年 - ）- テニス選手。
- サンネ・ウェバース（英語版）（1991年 - ）- 体操競技選手。
- リーケ・ウェバース（英語版）（1991年 - ）- 体操競技選手。
- マルク・ディーメルス（1993年 - ）- サッカー選手。
- イツァーク・デ・ラート（英語版）（1994年 - ）- ショートトラックスピードスケート選手。

### 非出身著名人
ここでは、当地に長期滞在するなどした、出身者以外の著名人を記載する。
- ローレンス・アルマ＝タデマ（1836年 - 1912年） - ヴィクトリア朝時代のイギリスの画家。